# Albert Hurtado Cruchaga
Albert Hurtado Cruchaga SJ, właśc. Alberto Hurtado Cruchaga (ur. 22 stycznia 1901 w Viña del Mar w Chile, zm. 18 sierpnia 1952 w Santiago) – chilijski jezuita nazywany Apostołem Chile, działacz społeczny, założyciel fundacji Hogar de Cristo, święty Kościoła katolickiego.

## Życiorys
W sierpniu 1923 wstąpił do seminarium. Kształcił się w Argentynie, Hiszpanii i Belgii a 24 sierpnia 1933 w Lowanium otrzymał święcenia kapłańskie. W 1936 powrócił do Chile, gdzie uczył religii w swym dawnym kolegium, wykładał na uniwersytecie katolickim oraz ufundował dom rekolekcyjny w Santiago de Chile. W 1942 został asystentem kościelnym młodzieżowej Akcji Katolickiej, a w 1944 zapoczątkował ruch społeczny El Hogar de Cristo (Ognisko Chrystusa) zajmujący się budową domów dla ubogich. W 1947 z jego inicjatywy powstały w Chile chrześcijańskie związki zawodowe.
W 1952 zachorował na raka trzustki i po krótkiej chorobie zmarł.

## Proces kanonizacyjny
Ksiądz Albert Hurtado Cruchaga został beatyfikowany 16 października 1994 przez Jana Pawła II jako drugi w historii chilijski święty katolicki. 23 października 2005 został kanonizowany przez Benedykta XVI.